# Tarrasch-szabály
A Tarrasch-szabály a sakkban alkalmazott elv (tehát szó szerint nem a játék szabálya), amely érvényes a középjátékok és végjátékok többségére; lényege, hogy a bástyát az előrenyomuló gyalog mögé érdemes helyezni, nem pedig elé, legyen szó akár saját gyalogról, akár az ellenféléről. A saját gyalog előrenyomulását védi a mögé helyezett bástya, az ellenfél pedig nehezebben tudja biztosítani saját gyalogja előrehaladását, ha mögötte ellenséges bástya áll. Az elvet Siegbert Tarrasch (1862–1934) fektette le.

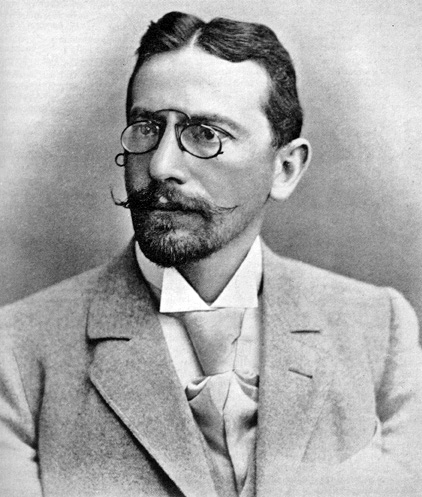
Siegbert Tarrasch

Tarrasch eredeti idézete, „A sakkjáték” című könyvéből (1938):  
„A bonyolult bástyavégjátékokban a szerző lefektette legfontosabb szabály: a bástya helye az előrehalado gyalog mögött van; az ellenfélé mögött, hogy feltartsa, a saját gyalog mögött, hogy segítse az előrehaladását.”

## Fő okok
Egy gyalog előrehaladása csökkenti az előtte lévő bástya mozgásterét és növeli a mögötte lévő bástyáét. A gyalogot elölről kísérő bástyát előbb-utóbb el kell vinni onnan, hogy ne akadályozza a gyalog előrenyomulását, és ilyenkor a gyalog védtelenül maradhat. A gyalog mögött lévő bástya pedig nagyobb teret ad az ellenjátékra.

## Fordítás
- Ez a szócikk részben vagy egészben  a   Tarrasch rule című angol Wikipédia-szócikk ezen változatának fordításán alapul.  Az eredeti cikk szerkesztőit annak laptörténete sorolja fel. Ez a jelzés csupán a megfogalmazás eredetét és a szerzői jogokat jelzi, nem szolgál a cikkben szereplő információk forrásmegjelöléseként.